# C.J. Manigo
C.J. Manigo (Torrance, 14 mei 1991) is een Amerikaans jeugdacteur en stuntman. Hij heeft rollen gehad in onder andere iCarly, Zoey 101 en Six Feet Under. Hij heeft stunts verzorgd voor Lizzie McGuire.

## Filmografie

### Acteur
- Awaken the Dead (2007)
- iCarly (2007)
- Zoey 101 (2007)
- Just Jordan (2007)
- Six Feet Under (2005)

### Stunts
- Lizzie McGuire (2002)